# Acetona carboxilasa
La acetona carboxilasa (EC 6.4.1.6) es una enzima que cataliza la reacción de carboxilación de la acetona a acetoacetato utilizando dióxido de carbono y ATP.
Acetona + CO2 + ATP + 2H2O {\displaystyle \rightleftharpoons } Acetoacetato + AMP + 2 fosfato
Requiere como cofactor magnesio. La enzima del Xanthobacter autotrophicus cadena Py2 también carboxila buta-2-ona a 3-oxopentanoato. En este organismo la acetona carboxilasa se presenta como un heterohexámero de dos cadenas alfa, dos cadenas beta y dos cadenas gamma.